# Valle del Cuerpo de Hombre
Valle del Cuerpo de Hombre este o arie protejată (arie specială de conservare — SAC, sit de importanță comunitară — SCI) din Spania întinsă pe o suprafață de 6.508,73 ha, integral pe uscat.

## Localizare
Centrul sitului Valle del Cuerpo de Hombre este situat la coordonatele 40°21′24″N 5°54′13″W / 40.3567°N 5.9037°V.

## Înființare
Situl Valle del Cuerpo de Hombre a fost declarat sit de importanță comunitară în februarie 2004 pentru a proteja 3 specii de plante și 18 specii de animale. Situl a fost protejat și ca arie specială de conservare în septembrie 2015.

## Biodiversitate
Situată în ecoregiunea mediteraneană, aria protejată conține 19 habitate naturale: Galerii de Salix alba și de Populus alba, Păduri de Quercus ilex și Quercus rotundifolia, Roci stâncoase cu vegetație pionieră de Sedo-Scleranthion sau Sedo albi-Veronicion dillenii, Iazuri temporare mediteraneene, Tufărișuri termo-mediteraneene și de pre-deșert, Lacuri eutrofice naturale cu vegetație de tip Magnopotamion sau Hydrocharition, Lande oro-mediteraneene cu formațiuni endemice de grozamă, Păduri iberice de Quercus faginea și Quercus canariensis, Pseudostepă cu ierburi și specii anuale de Thero-Brachypodietea, Cursuri de apă de la nivel de câmpie la nivel montan, cu vegetație Ranunculion fluitantis și Callitricho-Batrachion, Păduri termofile cu Fraxinus angustifolia, Dehesas cu Quercus spp. perene, Pante stâncoase silicioase cu vegetație casmofită, Păduri de Castanea sativa, Păduri aluvionare cu Alnus glutinosa și Fraxinus excelsior (Alno-Padion, Alnion incanae, Salicion albae), Păduri de stejar galițio-portugheze cu Quercus robur și Quercus pyrenaica, Râuri cu maluri nămoloase cu vegetație de Chenopodion rubri p.p. și Bidention p.p., Fânețe de joasă altitudine (Alopecurus pratensis, Sanguisorba officinalis), Liziere de ierburi înalte hidrofile de câmpie și de nivel montan până la alpin.
La baza desemnării sitului se află mai multe specii protejate:
- plante (3): Festuca elegans, Narcissus asturiensis, Veronica micrantha
- amfibieni (1): Discoglossus galganoi
- mamifere (9): liliac cârn (Barbastella barbastellus), Galemys pyrenaicus, vidră de râu (Lutra lutra), râs iberic (Lynx pardinus), Microtus cabrerae, liliac comun (Myotis myotis), liliacul mediteranean cu potcoavă (Rhinolophus euryale), liliacul mare cu potcoavă (Rhinolophus ferrumequinum), liliacul mic cu potcoavă (Rhinolophus hipposideros)
- nevertebrate (2): fluturele auriu (Euphydryas aurinia), Euplagia quadripunctaria
- pești (3): Achondrostoma arcasii, Cobitis vettonica, Pseudochondrostoma polylepis
- reptile (3): țestoasa de baltă (Emys orbicularis), Lacerta schreiberi, Mauremys leprosa

Pe lângă speciile protejate, pe teritoriul sitului au mai fost identificate 12 specii de plante, 10 specii de amfibieni, 10 specii de mamifere, 2 specii de pești, 2 specii de reptile.